# Майо-Баньйо (департамент)
Майо-Баньо — департамент регіону Адамава в Камеруні. Площа департаменту становить 8 520 км². Станом на 2001 рік його населення становило 134 902 людини. Адміністративний центр департаменту розташований в Баньо.

## Підрозділи
Департамент адміністративно поділяється на округи та комуни, а потім на села.
- Банкім
- Баньо
- Майо-Дарле